# Сан Хавијер
Сан Хавијер (шп. San Javier) град је у Шпанији у покрајини Регион Мурсија. Према процени из 2017. у граду је живело 31 782 становника.

## Становништво
Према процени, у граду је 2017. живело 31 782 становника.
| 2017.  |
| ------ |
| 31.782 |